# Euphausia sanzoi
Euphausia sanzoi är en kräftdjursart som beskrevs av Gianantonia Torelli 1934. Euphausia sanzoi ingår i släktet Euphausia och familjen lysräkor. Inga underarter finns listade i Catalogue of Life.